# العوجا (دمنهور)
قرية العوجا, هي إحدى القرى التابعة لمركز دمنهور في محافظة البحيرة في جمهورية مصر العربية. حسب إحصاءات سنة 2006، بلغ إجمالي السكان في العوجا 11060 نسمة، منهم 5839 رجل و5221 امرأة.